# Foum El Anceur
Foum El Anceur  (in arabo فم العنصر‎?) è un centro abitato e comune rurale del Marocco situato nella provincia di Béni Mellal, regione di Béni Mellal-Khénifra. Conta una popolazione di 18 412 abitanti (censimento 2014).